# Log Lane Village
Log Lane Village – miasto w Stanach Zjednoczonych, w stanie Kolorado, w hrabstwie Morgan.